# Jaelaniu Arey
Jaelaniu Arey Sibi (sinh ngày 24 tháng 4 năm 1989) là một cầu thủ bóng đá người Indonesia. Anh đá ở vị trí Hậu vệ cánh cho Persipura Jayapura ở Indonesia Super League.

## Sự nghiệp câu lạc bộ
Anh gia nhập Persipura Jayapura cho Indonesia Super League 2014.